# Schtroumpf Mag
Schtroumpf! y posteriormente Schtroumpf y Schtroumpf Mag fue una revista infantil dedicada a Los Pitufos que se publicó en Bélgica, Francia y Suiza entre 1989 y 2009, aunque con intervalos. En sus más de 30 páginas incluía historietas inéditas de los Pitufos y juegos para los más pequeños, además de ir acompañada de regalos. En su última época también se editó un Schtroumpf Mag HS, con 196 páginas de cómics.
La revista tuvo cuatro épocas bien diferenciadas:

## Primera época: Schtroumpf!, 1989-1992
Cartoon creation editó 34 números entre noviembre de 1989 y diciembre de 1992, con periodicidad mensual.
Tenían 31 páginas y un tamaño de 21,4 x 29,7 cm. Entre sus historietas incluyó:
| Número | Fecha   | Título original                             | Traducción al español                    | Guionista | Dibujante |
| ------ | ------- | ------------------------------------------- | ---------------------------------------- | --------- | --------- |
| 2      | 12/1989 | L'Aéroschtroumpf                            | El aeropitufo                            | Peyo      | Peyo      |
| 7      | 5/1990  | L'Étrange Réveil du Schtroumpf paresseux    | El extraño despertar del Pitufo Perezoso | Peyo      | Peyo      |
| 8      | 06/1990 | Le schtroumpf et son dragon                 | El pitufo y su dragón                    | Peyo      | Peyo      |
| 9      | 07/1990 | Les schtroumpfs pompiers                    | Los pitufos bomberos                     | Peyo      | Peyo      |
| 10     | 08/1990 | Une taupe chez les schtroumpfs              | Un topo entre los pitufos                | Peyo      | Peyo      |
| 11     | 09/1990 | Les Schtroumpfs inventent Le Téléschtroumpf | El telepitúfono                          | Peyo      | Peyo      |
| 12     | 10/1990 | Un nounours pour le bébé schtroumpf         |                                          | Peyo      | Peyo      |
| 15     | 12/1990 | Gargamel fait la paix!                      | Gargamel hace las paces                  | Peyo      | Peyo      |
| 23     | 09/1991 | Le manoir aux mille miroirs                 |                                          | Peyo      | Peyo      |
|        |         | Le petit cirque des Schtroumpfs             |                                          | Peyo      | Peyo      |
| 31     | 9/1992  | Le bateau des Schtroumpfs                   | El barco de los pitufos                  | Peyo      | Peyo      |
| 34     | 12/1992 | Le Schtroumpf qui marchait sous l'eau       |                                          | Peyo      | Peyo      |

## Segunda época: Schtroumpf!, 1992-1993
Tournon editó 15 números entre 1992 y 1993.

## Tercera época: Schtroumpf, 1998-1999
Kesing France editó 13 números de 34 páginas entre noviembre de 1998 y agosto de 1999, con periodicidad mensual.

## Cuarta época: Schtroumpf Mag, 2005-2009
En el verano de 2005 Cyber Presse Publishing relanzó la revista con una periodicidad bimestral y dos historietas inéditas por número:
| Número | Fecha           | Título original                                | Traducción al español | Guionista | Dibujante |
| ------ | --------------- | ---------------------------------------------- | --------------------- | --------- | --------- |
| 1      | 06-07/2005      | Sin título                                     |                       |           |           |
| 1      | 06-07/2005      | Le dernier bain de Gargamel                    |                       |           |           |
| 2      | 08-09/2005      | L'abominable Schtroumpf des neiges             |                       |           |           |
| 2      | 08-09/2005      | Le petit nuage                                 |                       |           |           |
| 3      | 06-07/2005      | Le Schtroumpf Ténor                            |                       |           |           |
| 3      | 10-11/2005      | Le petit renard                                |                       |           |           |
| 4      | 12/2005-01/2006 | Le petit sapin                                 |                       |           |           |
| 4      | 12/2005-01/2006 | Les jouets de noël                             |                       |           |           |
| 4      | 12/2005-01/2006 | Une balade en Schtroumpf des neiges            |                       |           |           |
| 5      | 02-03/2006      | La première fleur de printemps des Schtroumpfs |                       |           |           |
| 5      | 02-03/2006      | Snowboard Schtroumpf                           |                       |           |           |
| 5      | 02-03/2006      | Les Schtroumpfinettes en fer                   |                       |           |           |
| 6      | 04-05/2006      | Duel dans le ciel                              |                       |           |           |
| 6      | 04-05/2006      | Les neveux de Gargamel                         |                       |           |           |
| 6      | 04-05/2006      | Des oeufs de pâques Schtroumpfants             |                       |           |           |
| 7      | 06-07/2006      | La Schtroumpfette volante                      |                       |           |           |
| 7      | 06-07/2006      | Week-End à la mer                              |                       |           |           |
| 7      | 06-07/2006      | Le Schtroumpf et le petit indien               |                       |           |           |

En junio de 2006, Cyber Press Publishing anunció la renovación de sus licencias con Warner Bros y los Pitufos, sólo para cederlas al año siguiente a Panini France. También se empezaron a sacar números especiales con mayor número de páginas, con ocasión de las vacaciones.
| Número | Fecha           | Título original                         | Traducción al español | Guionista | Dibujante |  |
| ------ | --------------- | --------------------------------------- | --------------------- | --------- | --------- |  |
| 8      | 08-09/2006      | La piscine des Schtroumpfs              |                       |           |           |  |
| 8      | 08-09/2006      | Les 6 filles de grossbouf               |                       |           |           |  |
| 8      | 08-09/2006      | Le Schtroumpf qui avait le hoquet       |                       |           |           |  |
| 9      | 10-11/2006      | La leçon d'équitation                   |                       |           |           |  |
| 9      | 10-11/2006      | Une taupe chez les Schtroumpfs          |                       |           |           |  |
| 9      | 10-11/2006      | Les Schtroumpfs et le petit dragon rose |                       |           |           |  |
| 11     | 02-03/2007      | La machine à schtroumpfer le temps      |                       |           |           |  |
| 11     | 02-03/2007      | Sur la rivière Schtroumpf               |                       |           |           |  |
| 12     | 04-05/2007      | Le miroir magique                       |                       |           |           |  |
| 12     | 04-05/2007      | La chasse aux Schtroumpfs               |                       |           |           |  |
| 13     | 06-07/2007      | Le Grand Schtroumpf et Florabelle       |                       |           |           |  |
| 13     | 06-07/2007      | Les Schtroumpfs et le Pélican           |                       |           |           |  |
| 14     | 08-09/2007      | Le sifflet magique                      |                       |           |           |  |
| 14     | 08-09/2007      | La petite chouette                      |                       |           |           |  |
| 15     | 10-11/2007      | Le cheval ailé                          |                       |           |           |  |
| 15     | 10-11/2007      | Le Schtroumpfeur de ballons             |                       |           |           |  |
| 16     | 12/2007-01/2008 | Le festin du génie                      |                       |           |           |  |
| 16     | 12/2007-01/2008 | L'arbre creux                           |                       |           |           |  |
| 17     | 02-03/2008      | Le Schtroumpf géant                     |                       |           |           |  |
| 17     | 02-03/2008      | Une course folle                        |                       |           |           |  |

La numeración se reinició entonces, bajo la cabecera de "Nouvelle Formule".
| Número | Fecha           | Título original         | Traducción al español | Guionista | Dibujante |
| ------ | --------------- | ----------------------- | --------------------- | --------- | --------- |
| 1      | 04-05/2008      |                         |                       |           |           |
| 2      | 06-07/2008      | Le Schtroumpf Barbu     |                       |           |           |
| 3      | 08-09/2008      | Le petit fantôme        |                       |           |           |
| 3      | 08-09/2008      | Le miroir doré          |                       |           |           |
| 4      | 10-11/2008      | Un baiser pour Gargamel |                       |           |           |
| 4      | 10-11/2008      | La rivrière rose        |                       |           |           |
| 5      | 12/2008-01/2009 | Azraël Attaque          |                       |           |           |
| 5      | 12/2008-01/2009 | La poudre d'escampette  |                       |           |           |

La cuarta época de la revista cerró con su número 22, de diciembre de 2008/enero de 2009.